# Muang Hôngsa (distrikt)
Muang Hôngsa är ett distrikt i Laos.   Det ligger i provinsen Sainyabuli, i den nordvästra delen av landet, 220 km nordväst om huvudstaden Vientiane.